# Tréveris
Tréveris (em alemão: Trier, em luxemburguês: Tréier e em francês: Trèves) é uma cidade histórica da Alemanha e também a mais antiga, localizada no estado da Renânia-Palatinado.

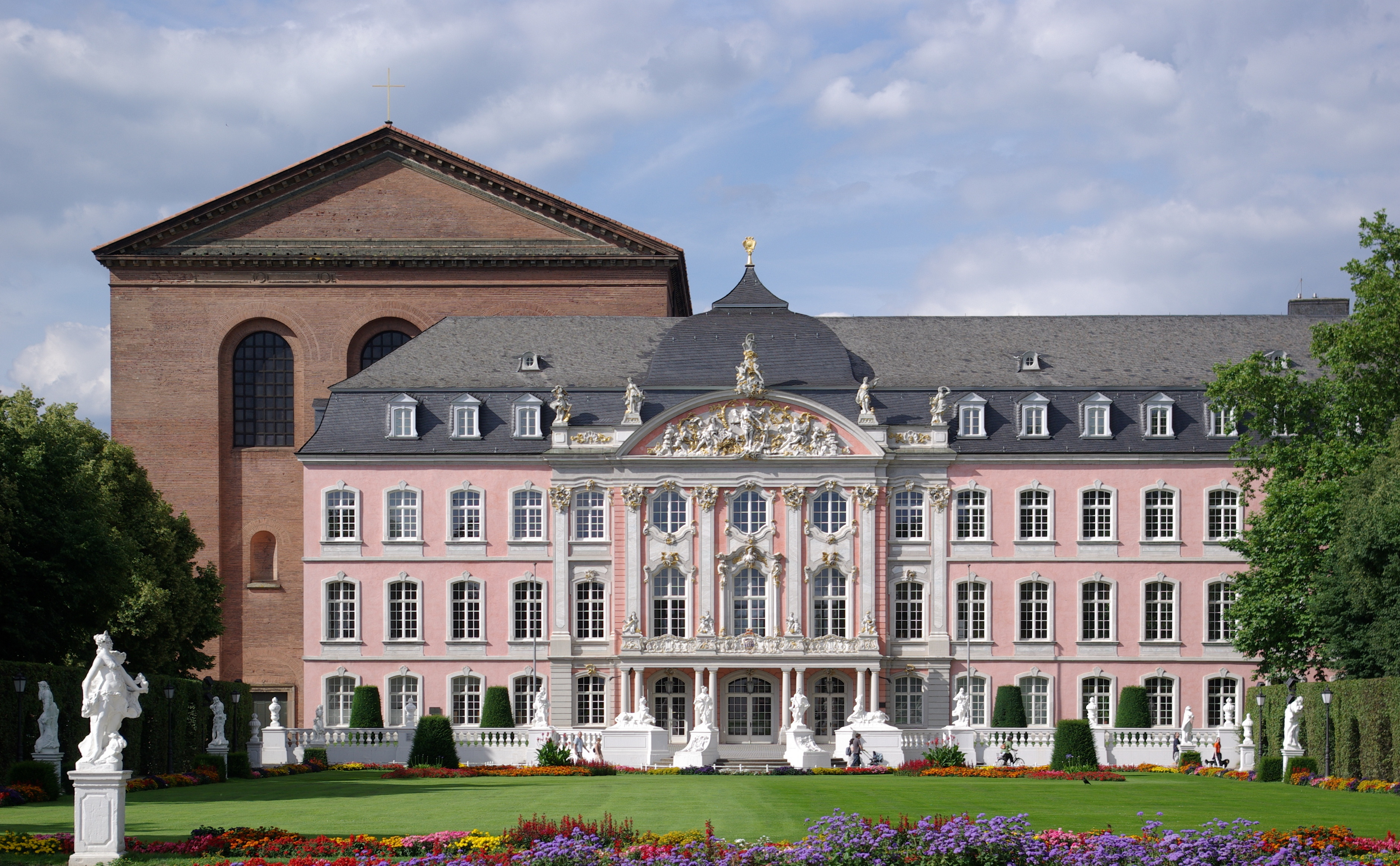
Fachada do Palácio Eleitoral, com a Aula Palatina ao fundo

Tréveris é uma cidade independente (kreisfreie Stadt) ou distrito urbano (Stadtkreis), ou seja, possui estatuto de distrito (Kreis). É também a sede do Verbandsgemeinde de Trier-Land, apesar de não ser membro.
Tréveris foi fundada no século I a.C. como Augusta dos Tréveros (Augusta Treverorum), supostamente pelo próprio imperador Augusto. Nos séculos III e IV, sediou o governo do Império Romano e foi capital da província de Bélgica Prima. No século V, então com 70 000 habitantes, a cidade foi destruída por tribos germânicas. Tréveris nunca recuperou a antiga importância: no século XVII tinha apenas 3 600 habitantes, e cem anos depois contava com apenas 4 000. Cidade natal de Karl Marx, cuja residência familiar é hoje um museu, Tréveris também é a cidade natal de Santo Ambrósio, e se orgulha de sua rica herança arquitetônica.
Tréveris está localizada na região do rio Mosela, divisa com Luxemburgo e norte da França. Tem ruínas romanas antigas como por exemplo a Porta Nigra. Para o Brasil, Tréveris enviou imigrantes que chegaram em 1828/1829 na colônia de Rio Negro na então província de São Paulo (hoje divisa do Paraná com Santa Catarina) e também antes disso, para o Vale dos Sinos no Rio Grande do Sul.

## Pontos turísticos
Tréveris é repleta de monumentos tanto romanos quanto medievais.

### Porta Nigra

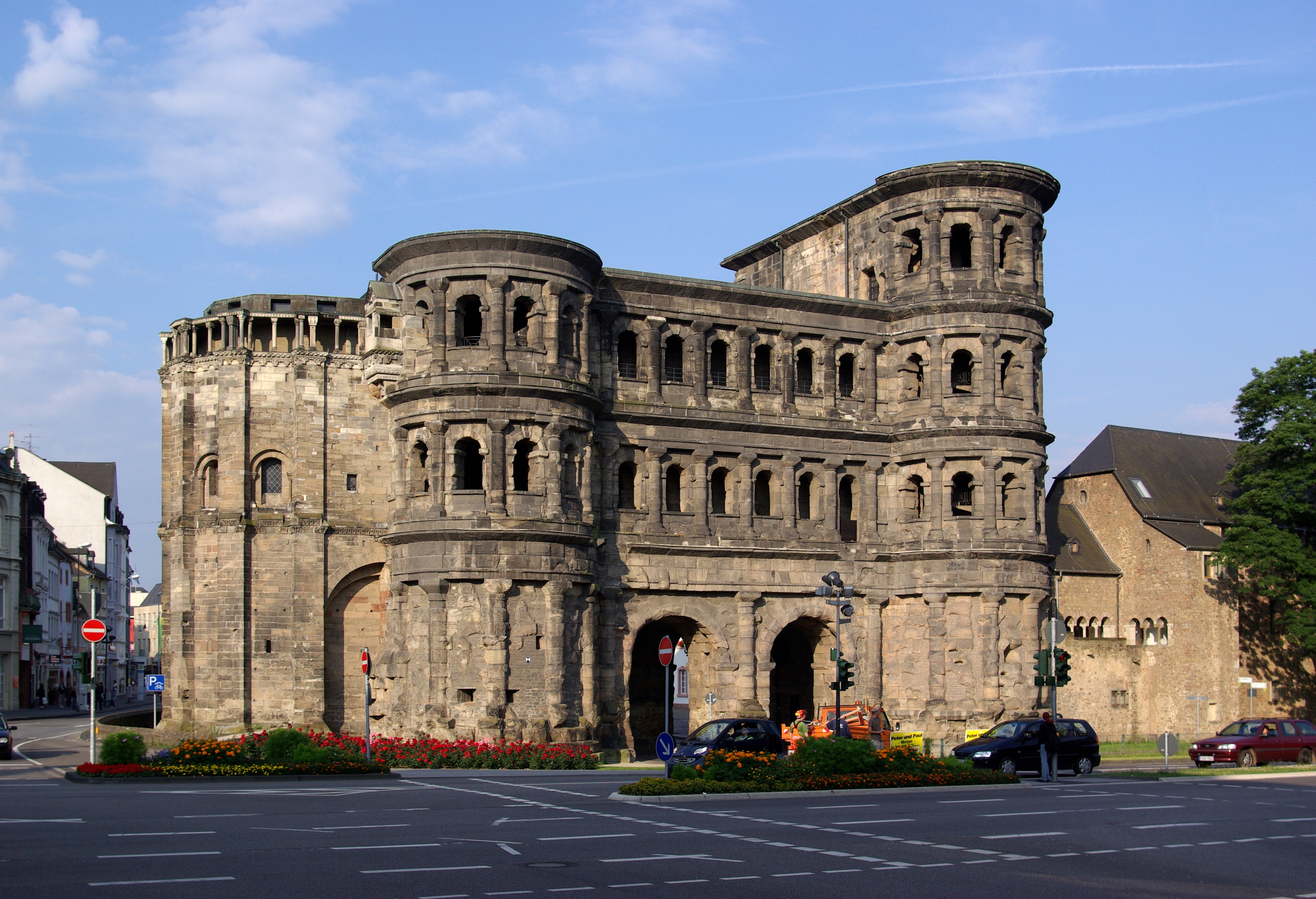
Porta Nigra

O portal da cidade, batizado de Porta Nigra (latim para Porta Negra) na Idade Média por causa das pedras escurecidas com o tempo, data do  século III. A estrutura da defesa mais antiga da Alemanha ainda impressiona por seu tamanho: 36 m de comprimento, 21,5 de largura e 30 m de altura. Duas passagens levam a um pátio interno, com duas fileiras de galerias de defesa com grandes janelas. Há duas torres na lateral do portão - uma de quatro andares, a oeste e outra não terminada, com apenas três andares, a leste. Toda a estrutura é feita de grandes blocos de pedra, sem argamassa.
No século XII, a construção foi transformada na Igreja de São Simeão (dois andares), função que manteve até o início do século XIX.

### Dom São Pedro

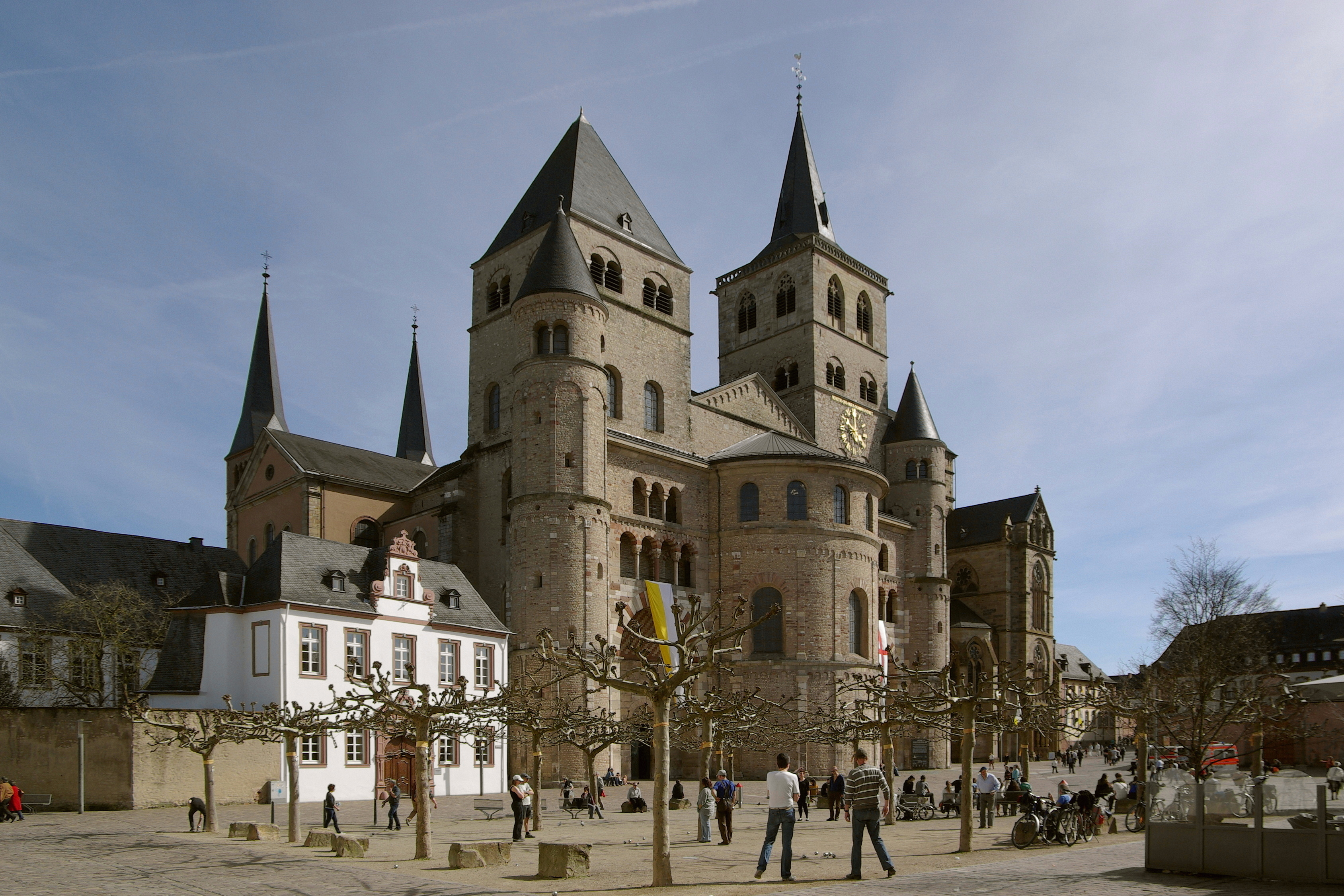
Dom São Pedro

A atual Catedral de Tréveris incorpora os restos de uma antiga igreja do século IV. Trata-se da mais antiga igreja da Alemanha, erguida em diversas etapas — no começo do século XI, fim do XII, meados do XIII e XIV. Tem a forma de basílica com nave tripla, dois coros, transepto e seis torres. Na parte interna estão peças magníficas, como o túmulo do enviado papal Ivo (1144) e o altar da sepultura do arcebispo Richard von Greifenclau (1531).

### Igreja de Nossa Senhora

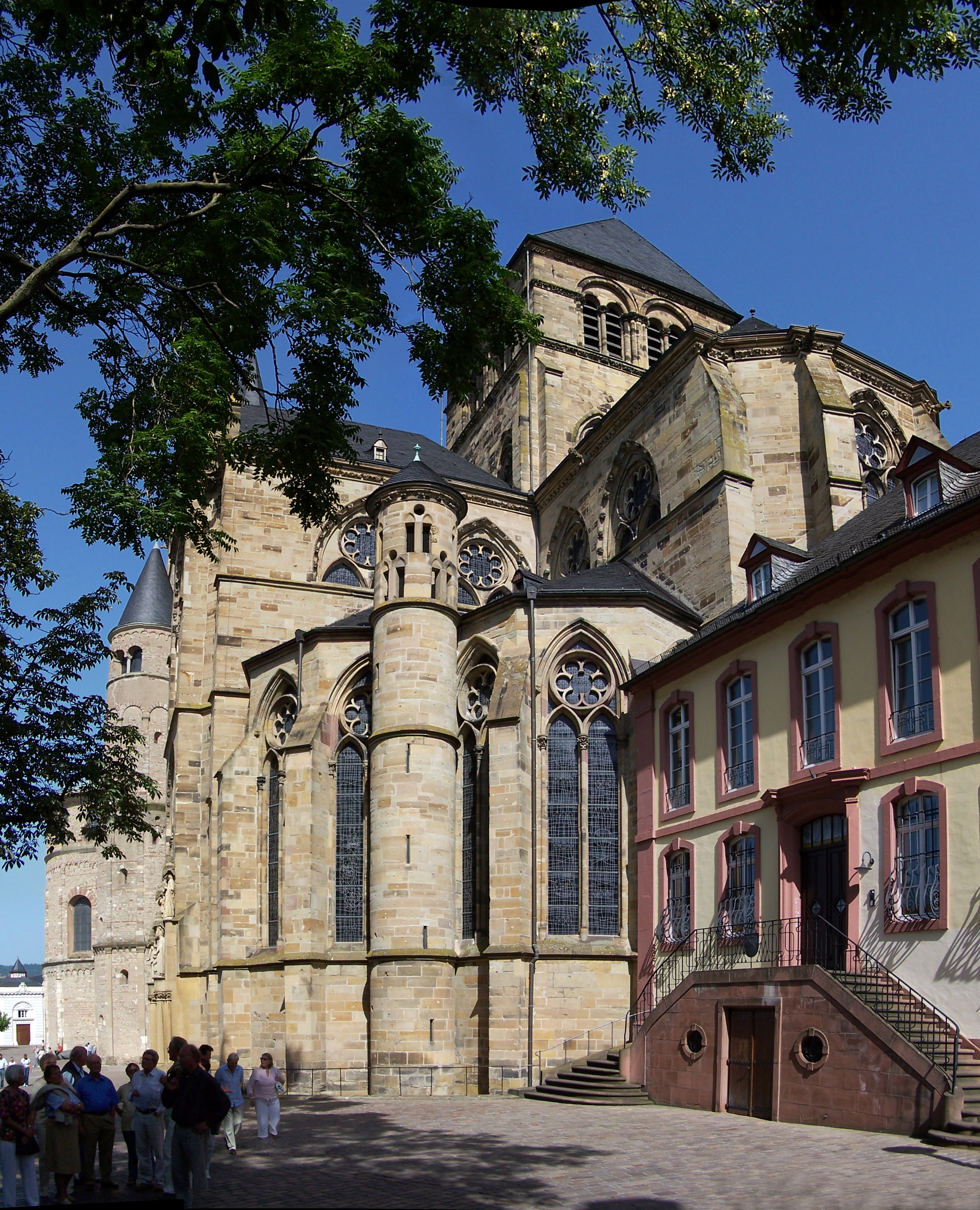
Liebfrauenkirche

Contígua à catedral fica a Igreja de Nossa Senhora (Liebfrauenkirche), construída entre 1235 e 1260. Ao lado da Catedral de Magdeburgo é um dos primeiros exemplos da arquitetura gótica alemã. Sua planta foi baseada na cruz grega, e a torre acima da cúpula acentua a interseção das naves. O portal oeste é ricamente decorado com ornamentos entalhados e símbolos iconográficos.
Na parte interna observam-se magníficas relíquias, entre elas os afrescos do século XV pintados em doze colunas, que simbolizam os apóstolos. O local também abriga alguns túmulos importantes, como o de um nobre local, Karl von Metternich, de (1636), que se encontra na parte nordeste da capela.

### Aula Palatina

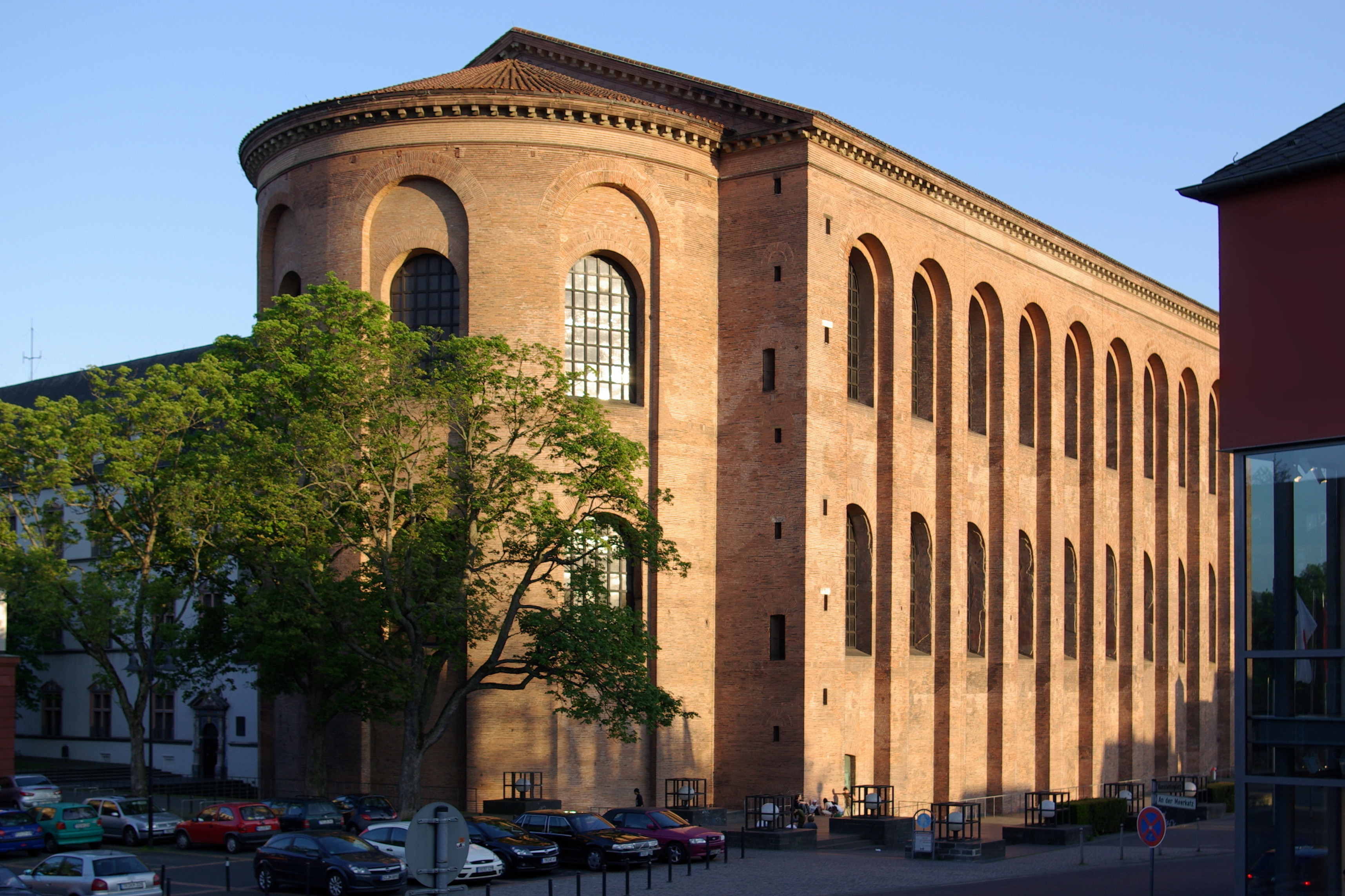
Aula Palatina (Konstantinsbasilika)

O Aula Palatina (saguão palatino), de 310, é uma construção de tijolos com forma alongada e retangular. Mede 67 m de comprimento, 27,5 m de largura e 30 m de altura e exibe uma grande abside semicircular, que abrigava o trono do imperador romano.
Depois do saque sofrido por tribos germânicas, o edifício ficou quase destruído. No século XII, a abside foi transformada em torre para acomodar o arcebispo. No século XVII, o Aula Palatina passou a fazer parte do recém-construído Palácio Eleitoral (Kurfürstliches Palais) e a parede leste foi parcialmente demolida. Nos períodos napoleônico e prussiano, o local serviu de alojamento militar. O rei Frederico Guilherme IV da Prússia ordenou a reconstrução da Aula Palatina, que desde 1856 abriga a igreja protestante de São Salvador. Reerguida após o bombardeio de 1944, seu tamanho ainda parece extraordinário.

### Praça do Mercado
A Praça do Mercado (Hauptmarkt) de Tréveris, do século X, é uma das mais interessantes da Alemanha. A cruz do mercado (Marktkreuz), da mesma época, simboliza o direito de sediar feiras conquistado pela cidade. Hoje há uma cópia da cruz original assentada sobre uma coluna romana de granito, com relevo de Cordeiro de Deus. No sudeste da praça fica a Fonte de São Pedro (Petrusbrunnen), de 1595, com esculturas de São Pedro e das Quatro Virtudes.
No sudoeste fica a Steipe, erguida no século XV, com um frontão em degraus e originalmente usada pelos conselheiros da cidade como casa de hóspedes e sala de banquetes. Ao lado fica a Rotes Haus (casa vermelha) em estilo barroco, feita em 1683. A Löwenapotheke, do século XIII, sediada em uma construção do século XVII no sudeste da praça, é a farmácia mais antiga da Alemanha.

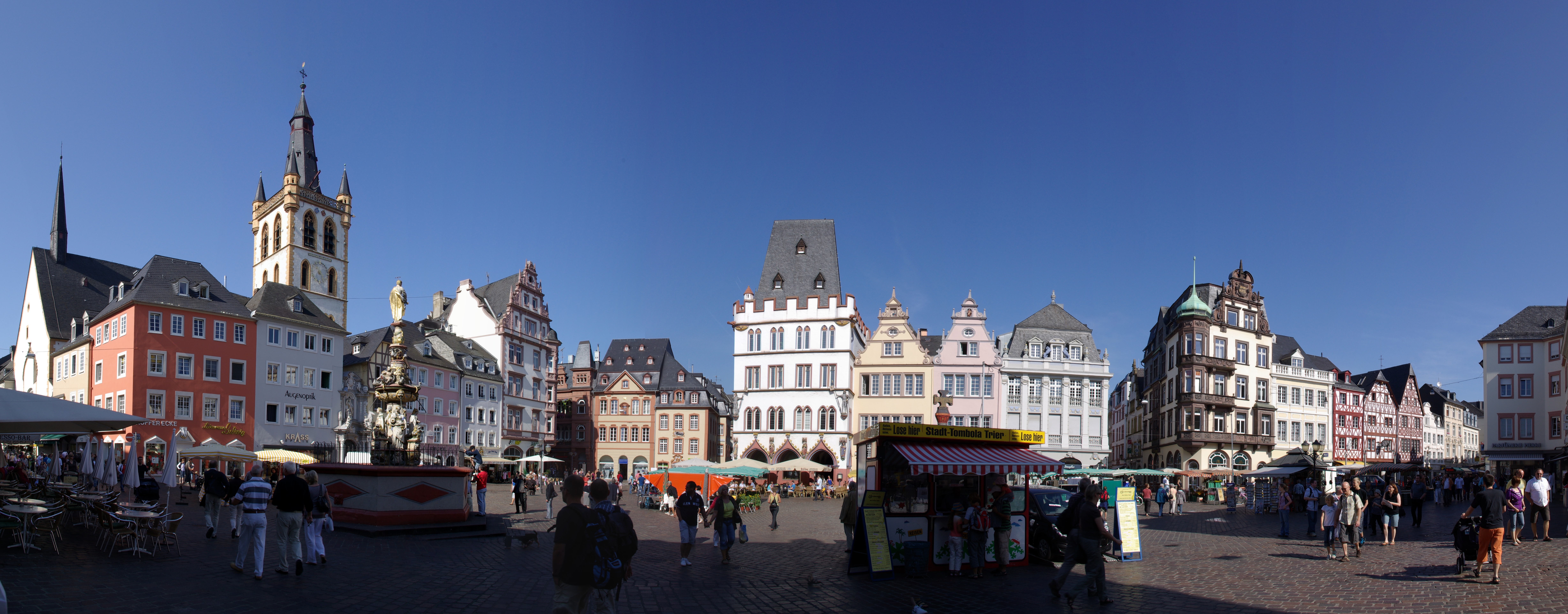
Praça do Mercado

### Termas imperiais

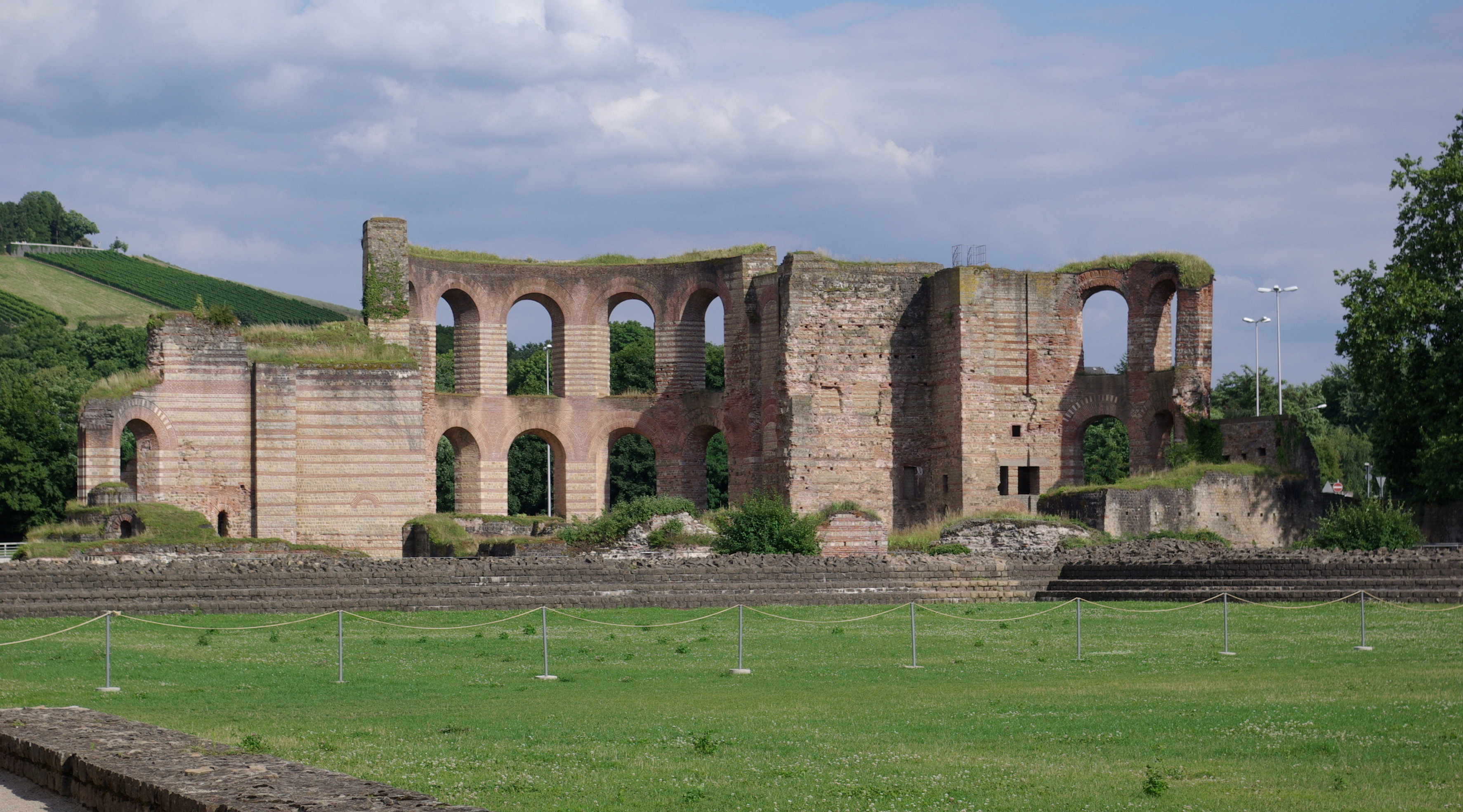
Termas imperiais

Perto do Rheinisches Landes-Museum situam-se as ruínas das termas imperiais (Kaiserthermen). Construídas no início do século IV, durante o reinado de Constantino, elas eram o terceiro maior complexo de termas do mundo romano. As ruínas das paredes e fundações ainda exibem o desenho original. As paredes do caldário (a sala com piscina de água quente) são as mais preservadas. Depois vem o tepidário, as termas mornas.
O espaçoso frigidário era usado para os banhos frios e a palestra, uma área externa para os exercícios, também era ampla. Outra parte remanescente é o sistema de aquecimento (hipocausto), no qual o ar era aquecido por fornalhas e conduzido por baixo do piso.

### Anfiteatro

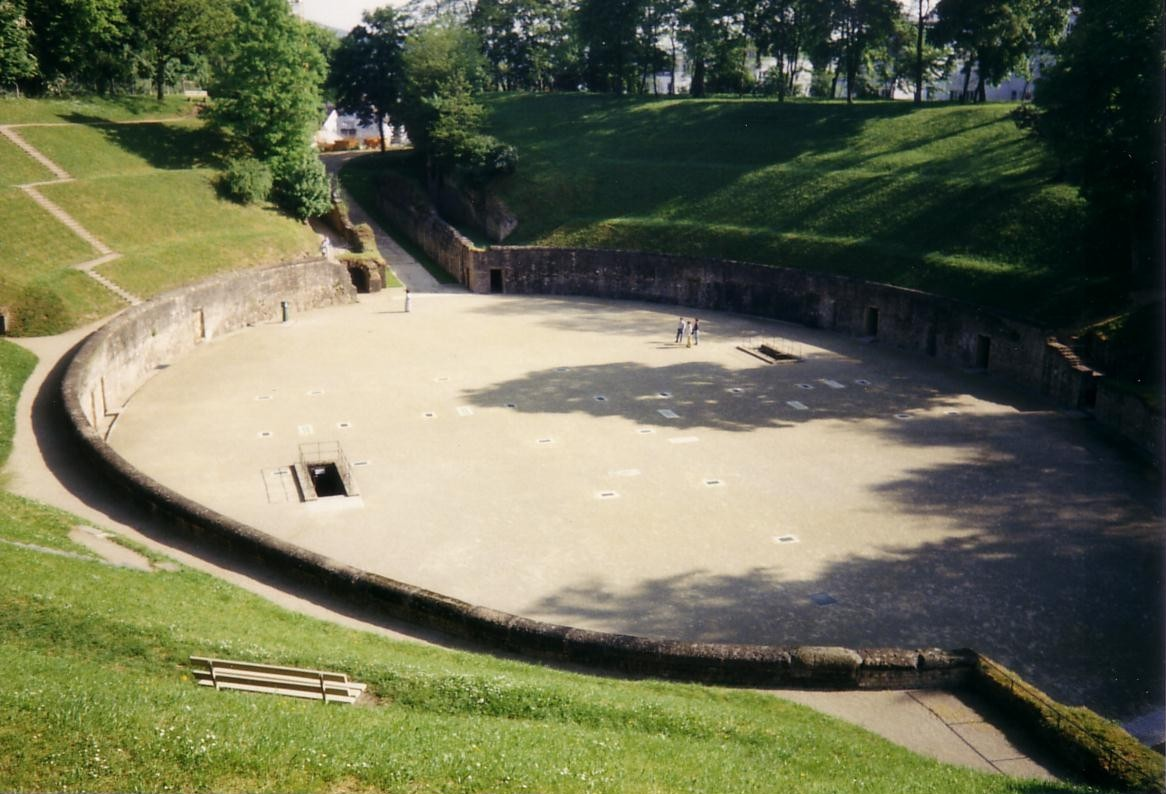
Anfiteatro

Perto das termas imperiais ficam as ruínas do anfiteatro romano do século I d.C., cenário de lutas de gladiadores e competições de animais. Toda a estrutura, constituída de uma arena elíptica e uma arquibancada, era cercada por uma muralha alta, dividida em andares por arcadas. No século V, os habitantes de Tréveris usavam o anfiteatro como refúgio durante os frequentes ataques das tribos germânicas.